# Gustav-Adolf-Kirche (Dernbach)
Die Gustav-Adolf-Kirche ist ein evangelisches Kirchengebäude in Dernbach (Pfalz), einer Ortsgemeinde im Landkreis Südliche Weinstraße.

## Geschichte
Nachdem der Diasporagemeinde von Dernbach für ihre gottesdienstlichen Veranstaltungen zunächst ein Schulsaal zur Verfügung gestellt worden war, wurde 1892 der Beschluss zur Errichtung eines Betsaals gefasst. 1897 konnte mit finanzieller Unterstützung des Gustav-Adolf-Vereins eine Kirche als Werksteinbau in einfachen neugotischen Formen gebaut werden, deren Einweihung am 6. November 1898, dem Todestag von König Gustav II. Adolf von Schweden, vollzogen wurde.

## Baustil
Nach Plänen des Architekten Franz Schöberl aus Speyer entstand eine vierjochige Saalkirche mit einfachem Rechteckchor. Der Westturm, der auch als Eingangsbau fungiert, ist der Fassade asymmetrisch vorgesetzt, ein Treppenturm führt auf die Empore. Das Portal trägt die Datierung 1896 und 1897.

## Rezeption
Die Dernbacher Gustav-Adolf-Kirche wurde 1902 von Julius Zeißig in dem vom Gustav-Adolf-Verein herausgegebenen Mappenwerk Muster für kleine Kirchenbauten publiziert und diente anschließend als unmittelbares, bis ins Detail kopiertes Vorbild für die Evangelische Kirche in Haslau sowie die Peter-und-Paul-Kirche in Kaden, beide in Tschechien.

## Ausstattung
Zur Ausstattung der Kirche gehört die aus der Landauer Stiftskirche übertragene barocke Kanzel mit Darstellung der vier Evangelisten und des Propheten Mose.